# Amedeo Trilli
Pour les articles homonymes, voir Trilli.
Amedeo Trilli, né le 9 juillet 1906 à Ronciglione (Italie) et mort le 30 novembre 1971 à Rome (Italie), est un acteur italien.

## Filmographie partielle

### Au cinéma
- 1939 : L'Apôtre du désert (Abuna Messias) de Goffredo Alessandrini : Ghebrà Selassié
- 1940 : Alerte aux blancs (Senza cielo) d'Alfredo Guarini : Xago
- 1941 : Le Chevalier noir (Marco Visconti) de Mario Bonnard
- 1941 : La Couronne de fer (La corona di ferro) d'Alessandro Blasetti : un roi arménien au tournoi
- 1941 : Les Deux Tigres (Le due tigri) de Giorgio Simonelli : Sirdar
- 1941 : Les Fiancés (I promessi sposi) de Mario Camerini
- 1950 : Le ciel est rouge (Il cielo è rosso) de Claudio Gora
- 1950 : Femmes sans nom (Donne senza nome) de Géza von Radványi
- 1950 : Sa majesté Monsieur Dupont (Prima comunione) d'Alessandro Blasetti : le policier de la circulation
- 1951 : Demain est un autre jour (Domani è un altro giorno) de Léonide Moguy
- 1951 : Le Capitaine noir (Il capitano nero) de Giorgio Ansoldi et Alberto Pozzetti
- 1951 : Traqué dans la ville (La città si difende) de Pietro Germi
- 1951 : Blanche-Neige, le Prince noir et les 7 Nains (I sette nani alla riscossa) de Paolo William Tamburella
- 1951 : Le Loup de la frontière (Il lupo della frontiera) d'Edoardo Anton
- 1952 : La Tanière des brigands (Il brigante di Tacca del Lupo) de Pietro Germi
- 1952 : L'Injuste Condamnation (L'ingiusta condanna) de Giuseppe Masini
- 1953 : Vacances romaines (Roman Holiday) de William Wyler : non crédité
- 1953 : L'Auberge tragique (Riscatto) de Marino Girolami
- 1955 : Le Destin d'une mère (Ripudiata) de Giorgio Walter Chili
- 1956 : Le Disque rouge (Il ferroviere) de Pietro Germi
- 1956 : Les Week-ends de Néron (Mio figlio Nerone) de Steno
- 1956 : Le Chevalier de la violence (Giovanni dalle bande nere) de Sergio Grieco
- 1957 : Dites 33 (Totò, Vittorio e la dottoressa) de Camillo Mastrocinque
- 1958 : Sous les griffes du tyran (Il conte di Matera) de Luigi Capuano
- 1959 : Le Chevalier du château maudit (Il cavaliere del castello maledetto) de Mario Costa
- 1959 : La Vengeance du Sarrasin (La scimitarra del saraceno) de Piero Pierotti
- 1960 : Thésée et le minotaure (Teseo contro il minotauro) de Silvio Amadio
- 1961 : La Révolte des mercenaires (La rivolta dei mercenari) de Piero Costa
- 1962 : Vulcan, fils de Jupiter (Vulcano, figlio di Giove) d'Emimmo Salvi
- 1962 : Zorro l'intrépide (Zorro alla corte di Spagna) de Luigi Capuano
- 1963 : L'Invincible Cavalier noir (L'invincibile cavaliere mascherato) de Umberto Lenzi
- 1963 : Maciste contre Zorro (Zorro contro Maciste) d'Umberto Lenzi
- 1963 : Goliath et l'Hercule noir (Goliath e la schiava ribelle) de Mario Caiano : le marchand d'esclaves
- 1964 : Samson et le trésor des Incas (Sansone e il tesoro degli Incas) de Piero Pierotti
- 1964 : La Vengeance des gladiateurs (La vendetta dei gladiatori) de Luigi Capuano : responsable de la forteresse
- 1966 : Tuez Johnny Ringo (Uccidete Johnny Ringo) de Gianfranco Baldanello
- 1966 : Duel au couteau (I coltelli del vendicatore) de Mario Bava
- 1967 : Hold-up au centre nucléaire (L'assalto al centro nucleare) de Mario Caiano
- 1969 : Liens d'amour et de sang (Beatrice Cenci) de Lucio Fulci